# Cervantes (Granada)
Cervantes es un barrio de Granada, España, perteneciente al distrito Genil. Está situado en la zona noroeste del distrito. Limita al norte con el barrio de San Matías-Realejo; al este, con los barrios de Bola de Oro y Camino de los Neveros; al sur, con el barrio de Castaño-Mirasierra; y al oeste, con los barrios de Zaidín-Vergeles y Fígares.

## Historia
Históricamente, el terreno era el límite de la capital, limitando el río Genil, dónde se ubicaban las huertas más cercanas a la ciudad siendo vía de paso el famoso Puente Verde como uno de los accesos principales a la ciudad. En la zona ya se encontraban los colegios Ave María La Quinta y Los Escolapios constituidos en siglo XIX. En 1920 la familia Rodríguez-Acosta construyó como residencia veraniega el palacete de Quinta Alegre, que fue el eje que posteriormente marcó la construcción del barrio.
En los años 1950 se comienza la construcción de las primeras casas en una zona de huertas. Se consideró a primera instancia una expansión del centro histórico para uso residencial dónde hasta la década de 1980 se edificaron numerosos bloques de viviendas de gran tamaño entorno a grandes avenidas, como la principal Avenida Cervantes, y espacios verdes. Las calles del barrio se nombraron como algunos de los personajes y obras más ilustres del célebre escritor español Miguel de Cervantes, de ahí el nombre del barrio.
Es un barrio que se caracteriza por su entorno verde, marcando el posterior desarrollo de otros barrios del distrito Genil como zonas de residencia con amplios espacios verdes. En la actualidad, es un barrio con una población envejecida pero muy tranquilo y cercano al centro de la ciudad.

## Lugares de interés
- Plaza de la Concordia
- Instituto de Astrofísica de Andalucía
- Antiguo Monasterio de los Basilios
- Parroquia de San José de Calasanz. Paseo de los Basilios, 4. Sede canónica de la Pontificia, Real, muy Ilustre Hermandad Escolapia y Cofradía de nazarenos del Santísimo Cristo de la Expiración, María Santísima del Mayor Dolor y San José de Clasanz.
- Parroquia de Nuestra Señora de Monserrat de Granada. Avenida Cervantes, 2.
- Parroquia del Santo Ángel Custodio. Calle Palencia, 30. Situada en el límite con el barrio de Zaidín-Vergeles.
- Colegio Ave María de la Quinta.
- .Palacio de Quinta Alegre.
- Torre Neomudéjar (Torre de los Picos).
- Centro de obra social San Vicente de Paúl.